# Fakahina
Fakahina – atol w archipelagu Tuamotu w Polinezji Francuskiej.  Stanowi część gminy Fangatau. Powierzchnia wyspy wynosi 8 km². Atol w 2017 roku liczył 161 mieszkańców.